# Chonocephalus tertius
Chonocephalus tertius är en tvåvingeart som beskrevs av Schmitz 1928. Chonocephalus tertius ingår i släktet Chonocephalus och familjen puckelflugor.
Artens utbredningsområde är Bismarckarkipelagen. Inga underarter finns listade i Catalogue of Life.